# 금지된 사랑 (1992년 프랑스 영화)
《금지된 사랑》(프랑스어: Un cœur en hiver, 영어: A Heart in Winter)은 프랑스에서 제작된 클로드 소테 감독의 1992년 드라마, 멜로/로맨스 영화이다. 다니엘 오퇴유 등이 주연으로 출연하였고 필리프 카르카손 등이 제작에 참여하였다.

## 출연

### 주연
- 다니엘 오퇴유 : 스테판 역
- 에마뉘엘 베아르 : 까미유 역
- 앙드레 뒤솔리에 : 막심 역

### 조연
- 엘리자베트 부르진 : 엘렌 역
- 브리지트 카티용 : 레진 역
- 미리암 부아예 : 마담 아메 역
- 장클로드 부이요
- 스타니슬라스 카레 드말베르그
- 도미니크 드우일리앵쿠르
- 모리스 가렐
- 제프리 그라이스
- 류벤 요르다노프
- 나누 가르시아
- 반 다우더
- 자크 빌라
- 장뤼크 비도

## 제작진
- 미술: 크리스티앙 마르티
- 의상: 코린 조리